# Mucuna biplicata
Mucuna biplicata är en ärtväxtart som beskrevs av Wilhelm Sulpiz Kurz. Mucuna biplicata ingår i släktet Mucuna och familjen ärtväxter. Inga underarter finns listade i Catalogue of Life.